# Ru de Gier
Rutgerus Johannes (Ru) de Gier (Rotterdam, 27 januari 1921 – aldaar, 31 januari 2004) was een Nederlands beeldhouwer en schilder.

## Leven en werk
Ru de Gier was een zoon van bankwerker Jacobus de Gier en Catharina van der Most. De Gier tekende van jongs af aan. Tijdens de razzia van Rotterdam, in de Tweede Wereldoorlog, werd hij opgepakt en naar Duitsland gestuurd. Hij kwam er in aanraking met het beeldhouwen. Na zijn terugkeer in Rotterdam maakte hij werk van brokstukken puin. Op advies van een kunstenaar bezocht hij de Rotterdamse Academie voor Beeldende Kunsten. De Gier werkte met steen, metaal en hout en maakte onder meer wandreliëfs, kleinplastieken en vrijstaande beelden. Hij werkte ook mee aan de restauratie van de Laurenskerk. Nadat hij hartproblemen had gekregen, maakte hij -achter in de 60- de overstap naar het schilderen.

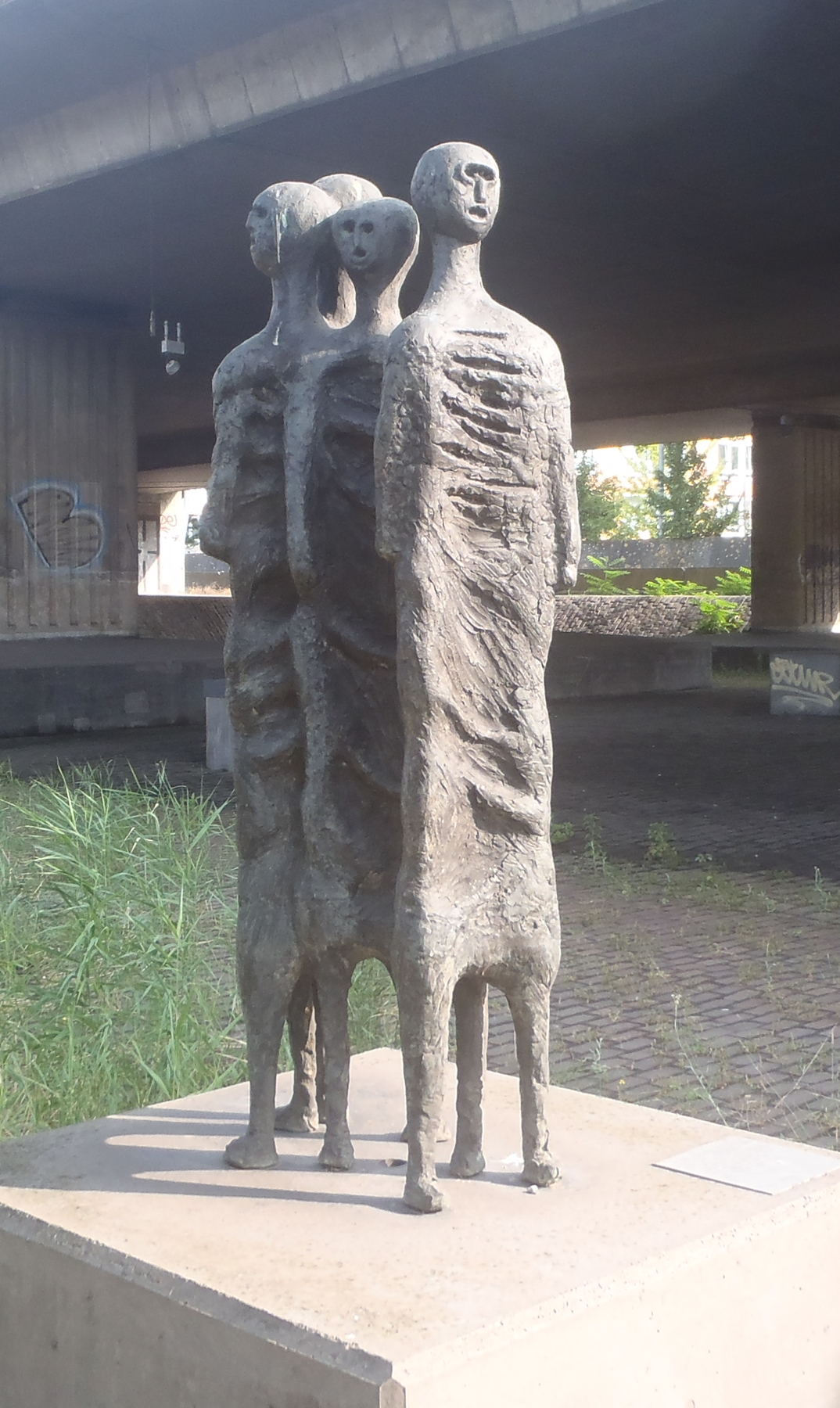
Zonder titel (1963), Kleinpolderplein, Rotterdam

De Gier had contact met onder anderen Frans Vogel, Kor Bekker en Leendert Janzee. Regisseur Jop Pannekoek maakte in 2001 een portret van de toen 80-jarige kunstenaar. De Gier woonde en werkte zijn hele leven in Rotterdam, waar hij in 2004 overleed.

## Werken (selectie)
- 1962 Barmhartige Samaritaan, Hoogvliet
- 1963 zonder titel, Kleinpolder
- 1965 Pleinmeubel, Hordijkerveld
- 1976 Bomen, Hoogvliet

- Biografisch Portaal: 76395375
- RKD-Nederlands Instituut voor Kunstgeschiedenis: 31514